# 生態服務給付
生態服務給付或簡稱生態給付是由政府對生態友善的生產者(常見為農民)與在地居民提供金錢給付，作為生產者為維護生態公益價值付出的報酬。